# Crônica Ilustrada de Ivã, o Terrível
A Crônica Ilustrada de Ivã, o Terrível  (Лицевой летописный свод, em russo) é a maior compilação de informações históricas da Rússia medieval. Cobre o período da criação do mundo até o ano 1567. é tambem conhecido, informalmente, como o Livro do Czar (Царь-книга, em russo), em analogia com Sino Tsar e Canhão do Tsar
O conjunto de manuscritos foi encomendado por Ivã, o Terrível especificamente para a sua biblioteca real. A tradução literal do título russo é "Crônica Facial," em alusão as numerosas miniaturas pintadas a mão. A compilação consiste em 10 volumes, contendo cerca de 10 mil folhas de papel de algodão. É ilustrada com mais de 16 mil miniaturas.

## Volumes

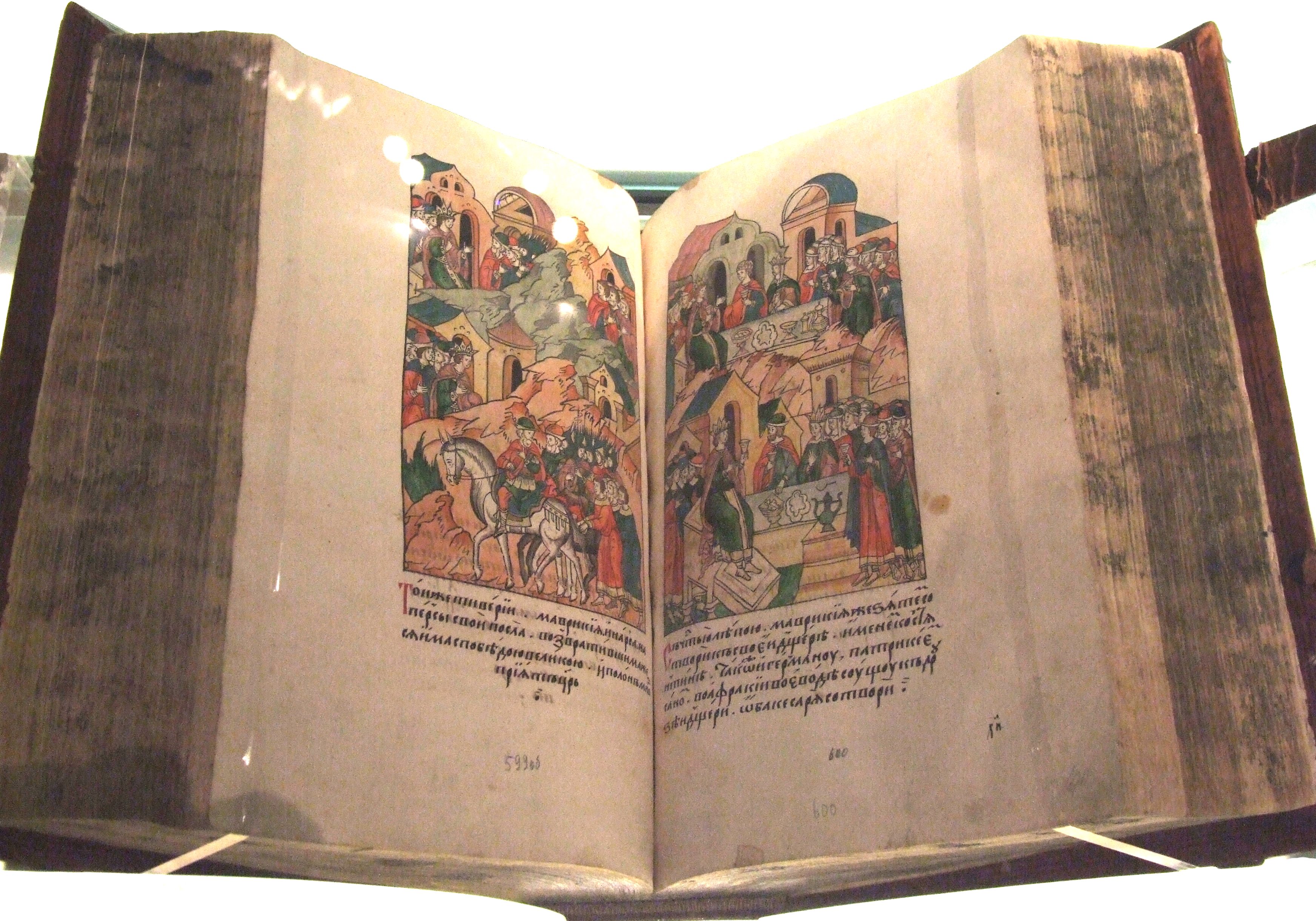
Cronografia Ilustrada

Os volumes estão agrupados em ordem cronológica relativa, e inclui quatro grandes áreas: História bíblica, História de Roma, História Bizantina e História Russa. Os títulos e conteúdos dos 10 volumes são:
1. Museu Miscelânia (Музейский сборник, Museu Histórico do Estado) – 1031 páginas, 1677 miniaturas. História sagrada hebráica e história Grega, da criação do mundo até Guerra de Tróia no Século XIII a.C..
2. Miscelânia Cronográfica (Хронографический сборник, Biblioteca da Academia Russa de Ciências) – 1469 páginas, 2549 miniaturas. História do Leste Antigo, o Período helenístico, and Roma Antiga do Século XI a.C. aos anos 70 do Século I.
3. Cronografia Ilustrada (Лицевой хронограф, Biblioteca Nacional da Rússia) – 1217 páginas, 2191 miniaturas. História do Império Romano dos anos 70 do Século I até 337, e História do Império Bizantino até o Século X.
4. Volume de Galitzine (Голицынский том, Biblioteca Nacional da Rússia) – 1035 páginas, 1964 miniaturas. História russa de 1114–1247 e 1425-1472.
5. Volume de Laptev (Лаптевский том, Biblioteca Nacional da Rússia) – 1005 páginas, 1951 miniaturas. História russa de 1116-1252.
6. Volume  de Osterman I (Остермановский первый том, Biblioteca da Academia Russa de Ciências) – 802 páginas, 1552 miniaturas. História russa de 1254-1378.
7. Volume  de Osterman II (Остермановский второй том, Biblioteca da Academia Russa de Ciências) – 887 páginas, 1581 miniaturas. História russa de 1378-1424.
8. Volume de Shumilov (Шумиловский том, Biblioteca Nacional da Rússia) – 986 páginas, 1893 miniaturas. História russa em 1425, e 1478-1533.
9. Volume de Synod (Синодальный том, Museu Histórico do Estado) – 626 páginas, 1125 miniaturas. História russa de 1533–1542, e 1553-1567.
10. Livro do Czar (Царственная книга, Museu Histórico do Estado) – 687 páginas, 1291 miniaturas. História russa de 1533-1553.

## História
Se acredita que foi escrito entre 1568 e 1576. A obra parece ter sido iniciada na Década de 1540.  Foi comissionada por Ivã, o Terrível para sua biblioteca particular, com propósito de educar seus filhos. O confidente do czar, Aleksey Adashev esteve eenvolvido na criação da obra.
A Crônica foi preservada durante muito tempo na biblioteca do czar, mas em 1683 é entregue à Câmara de Ofícios, e rapidamente dividido em partes, cada uma delas com um destino particular. Assim, por exemplo, a Cronografia Ilustrada aparece no catálogo da Corte de Impressões em 1727 e por volta de 1175. Em 1786 aparece no registro da biblioteca tipográfica, destinado a ser transmitido à Biblioteca do Sínodo.

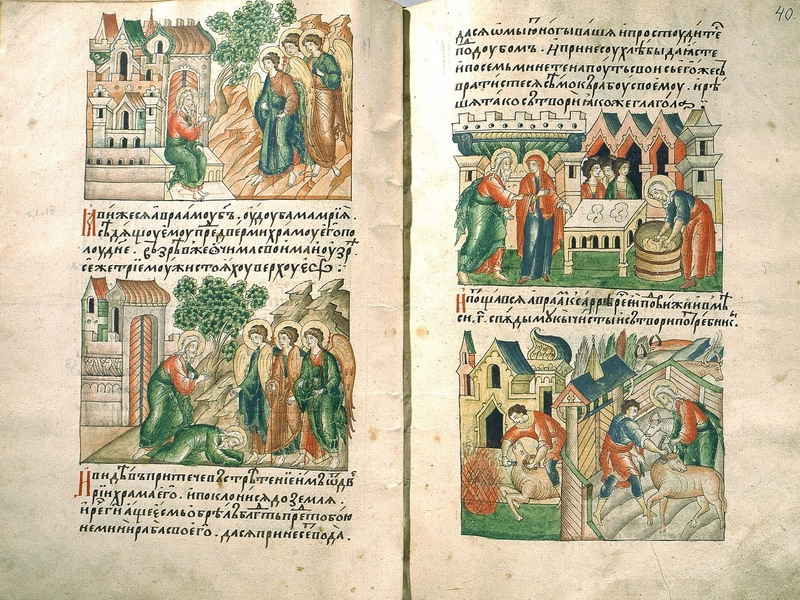
Cronografia Ilustrada. Descrição da teofania de Abraão (Gen 18)
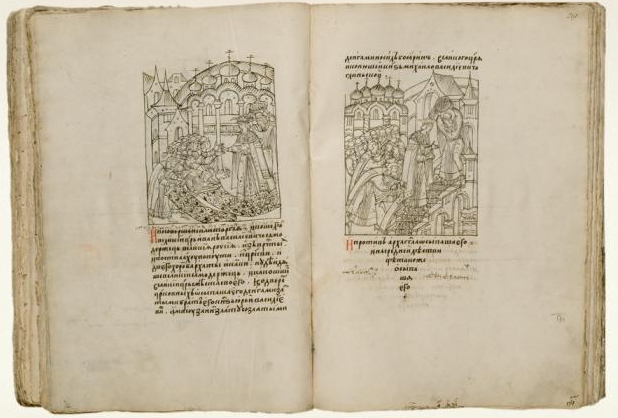
Livro do Czar. Coroação de Ivã IV
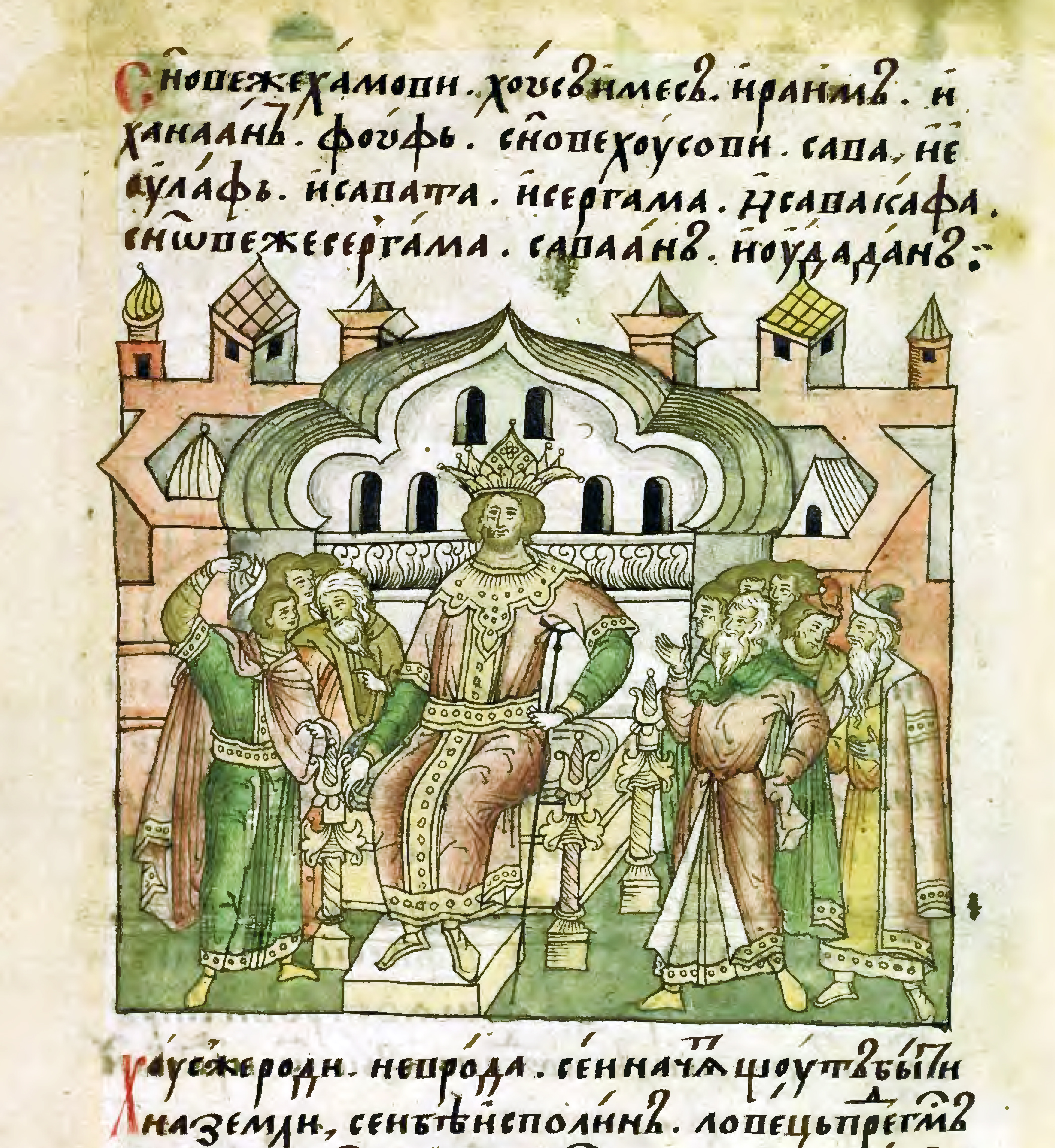
Página da Crônica Ilustrada de Ivã, o Terrível
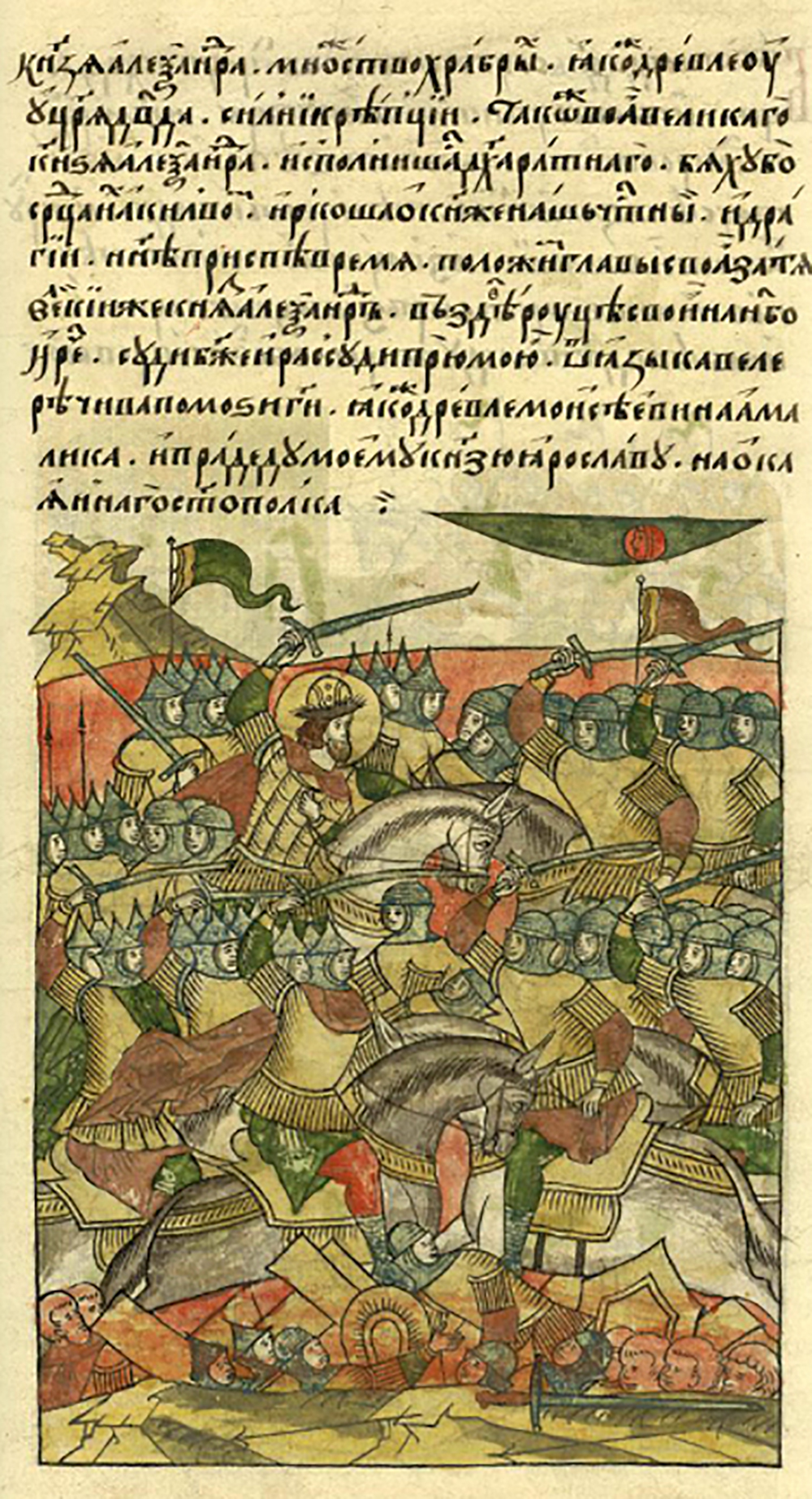
Batalha do Lago Peipus
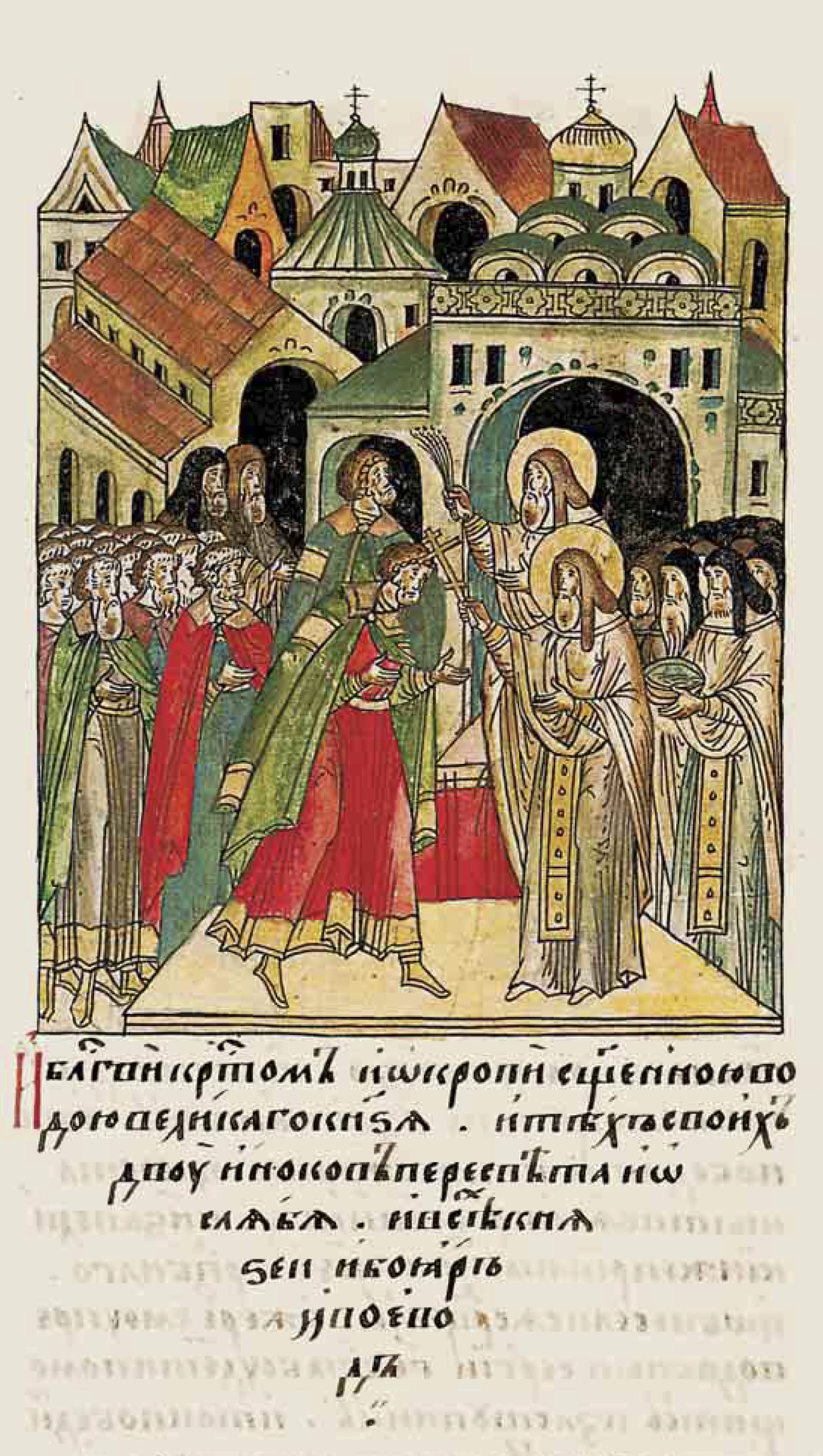
Aleksandr Peresvet, o monge guerreiro e seu companheiro são abençoados por São Sérgio de Radonej.